# Zárazovité

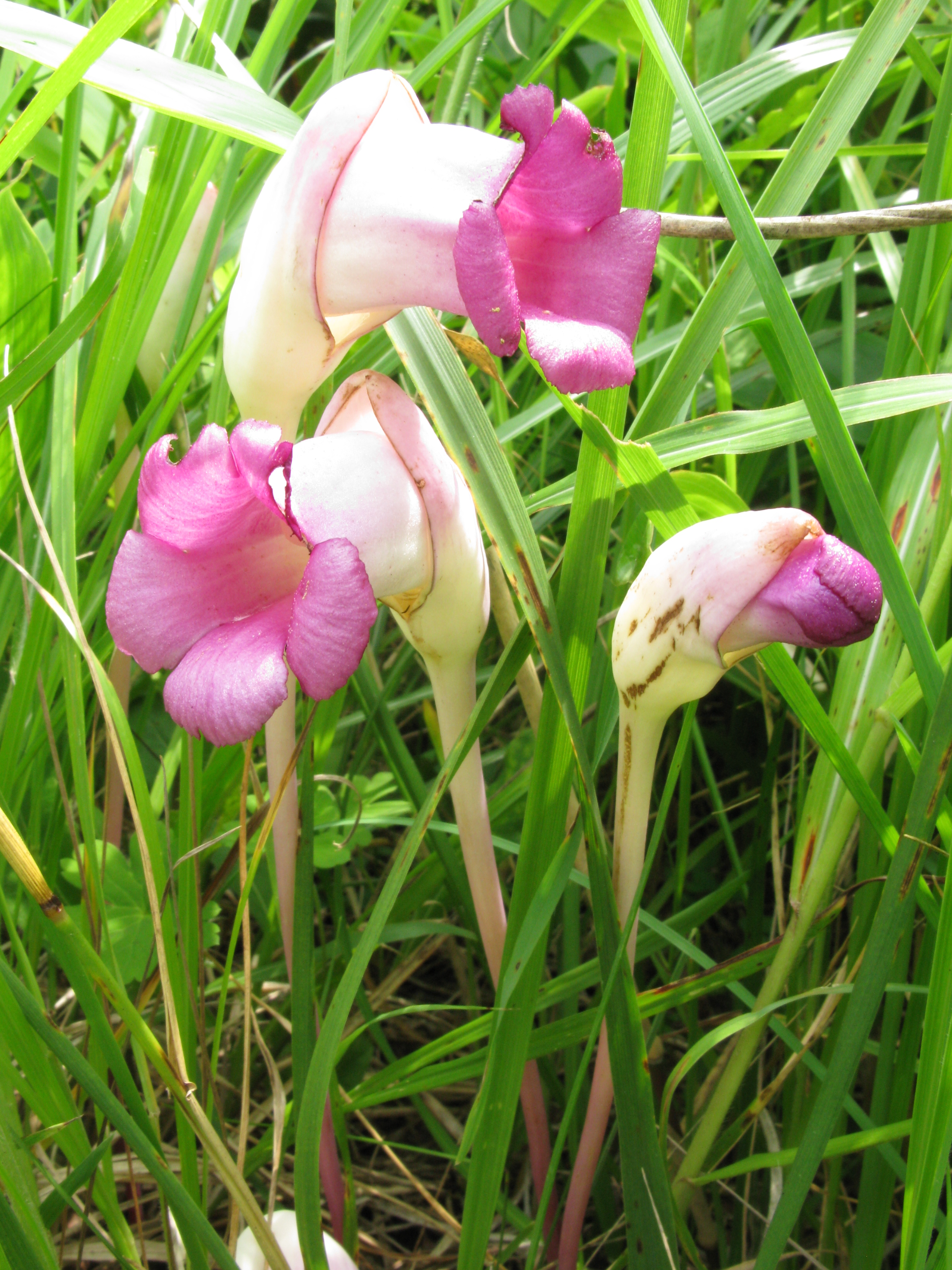
Aeginetia sinensis

Zárazovité (Orobanchaceae) je čeleď vyšších dvouděložných rostlin z řádu hluchavkotvaré (Lamiales). Jsou to nezelení parazité nebo zelení poloparazité přiživující se na kořenech jiných rostlin. Čeleď je celosvětově rozšířena a je zastoupena několika rody i v České republice. Mezi známější zástupce patří např. záraza, světlík, černýš a všivec.

## Popis
Zárazovité jsou byliny, výjimečně i keře se střídavými nebo vstřícnými, zřídka i přeslenitými listy bez palistů. Odění rostlin je nejčastěji z jednoduchých, případně ze žlaznatých chlupů. Listy jsou jednoduché, často zpeřeně laločnaté až dělené, celokrajné nebo zubaté, u parazitů redukované na nezelené šupiny na dužnatém stonku. Žilnatina je zpeřená.
Květenství jsou úžlabní nebo vrcholová, nejčastěji hrozny, někdy jsou květy jednotlivé. Květy jsou oboupohlavné, souměrné. Kalich i koruna jsou nejčastěji srostlé z pěti lístků. Koruna je dvoupyská. Tyčinky jsou čtyři, někdy doplněné jedním staminodiem, přirostlé ke korunní trubce. Zástupci rodu kastileja mají květy často podepřené nápadně zbarvenými listeny. Semeník je svrchní, srostlý ze dvou plodolistů, s jedinou čnělkou a dvouramennou bliznou. V každém plodolistu je mnoho vajíček. Okolo báze semeníku je obvykle vyvinut nektáriový disk. Plodem je tobolka obsahující mnoho hranatých semen.

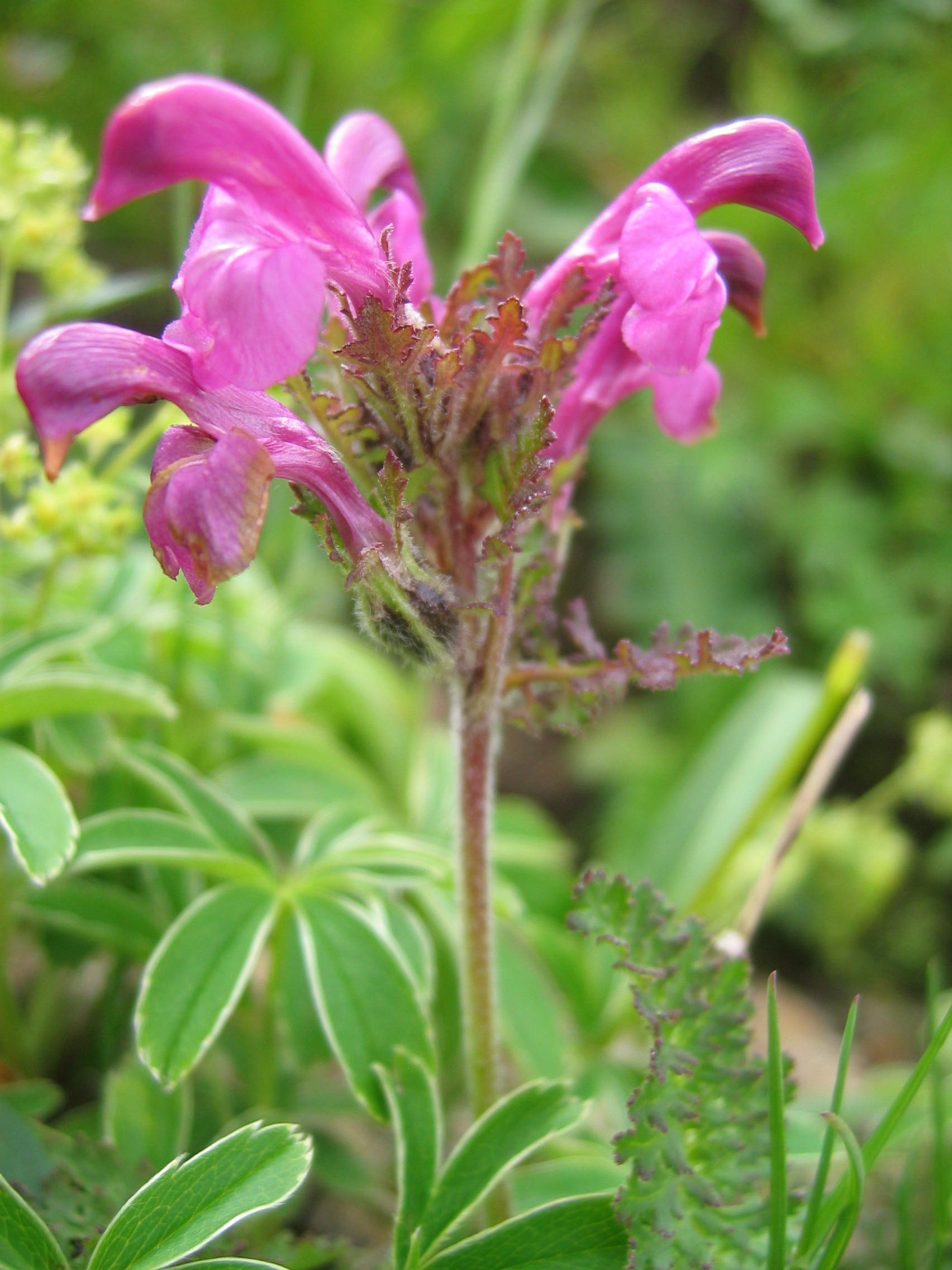
Kvetoucí všivec Pedicularis kerneri
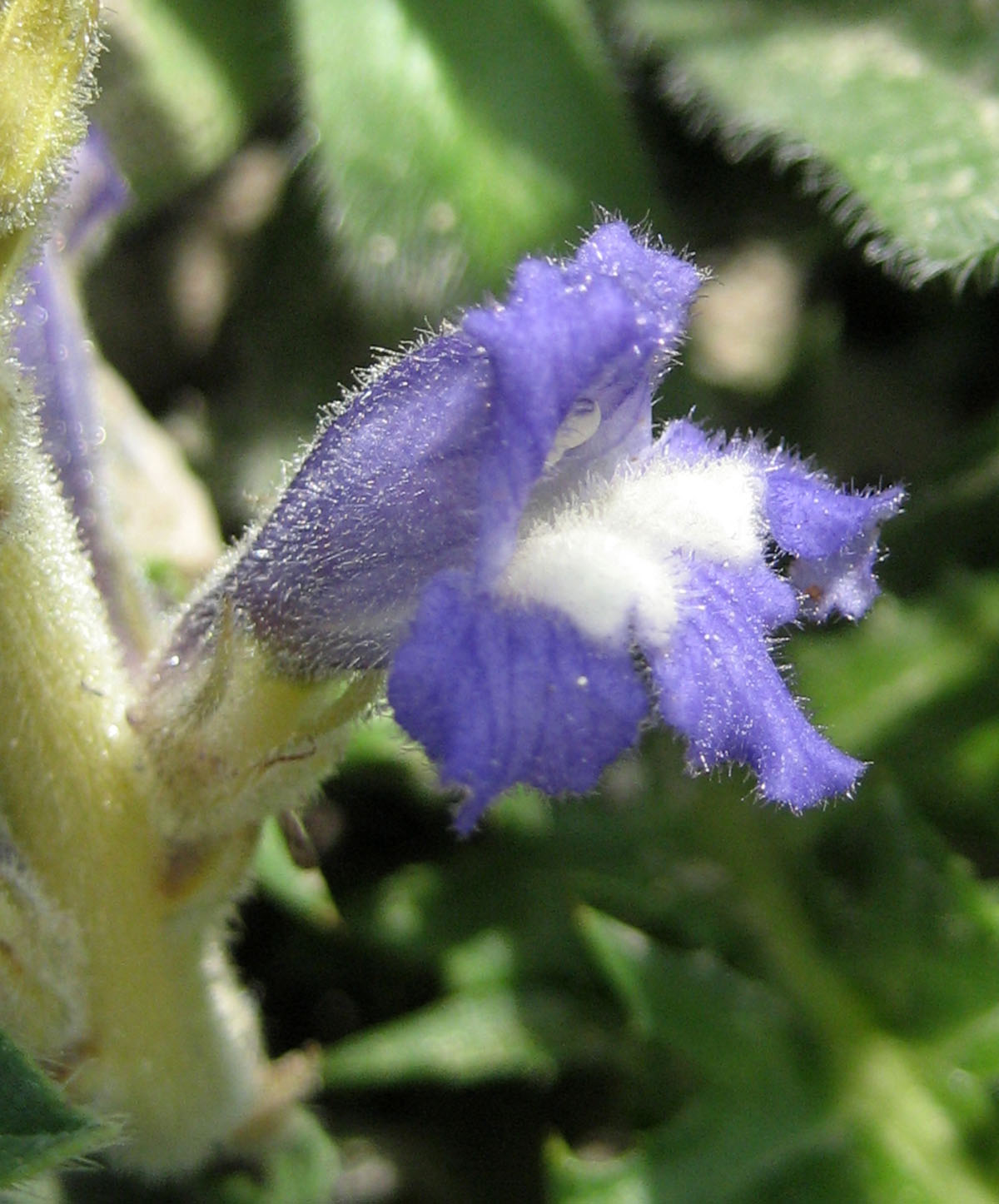
Detail květu zárazy Orobanche ramosa
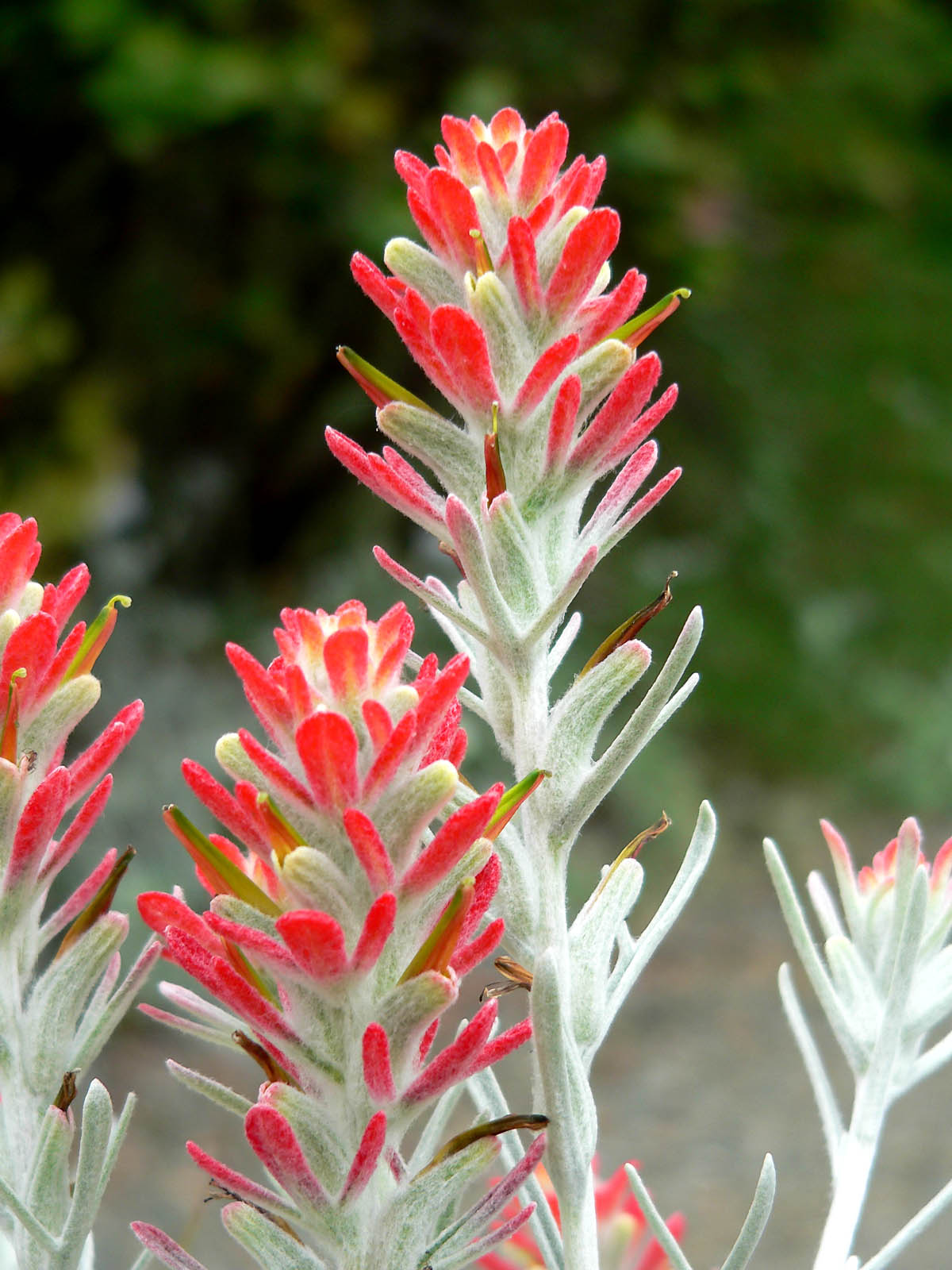
Kvetoucí kastileja Castilleja lanata
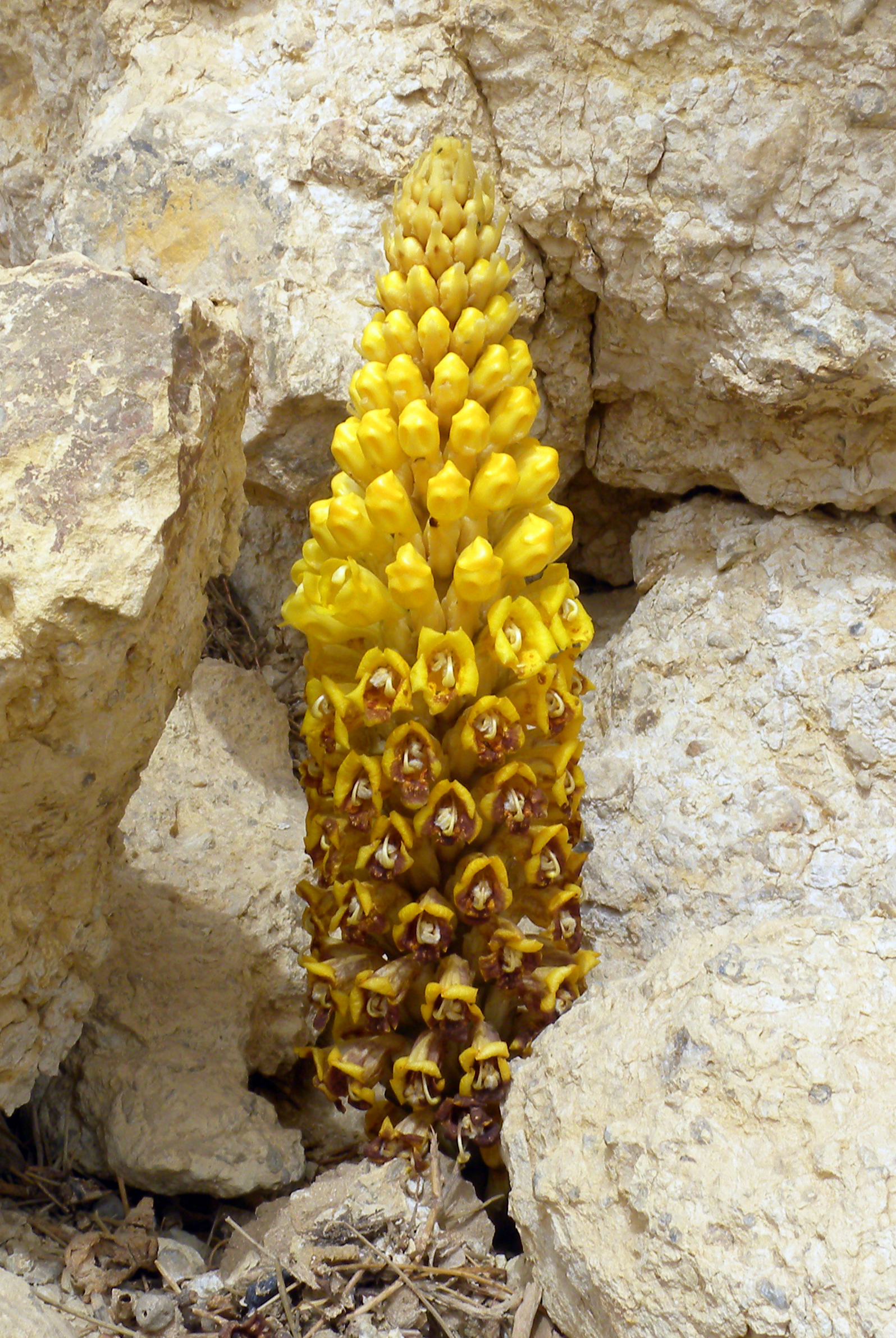
Cistanche tubulosa
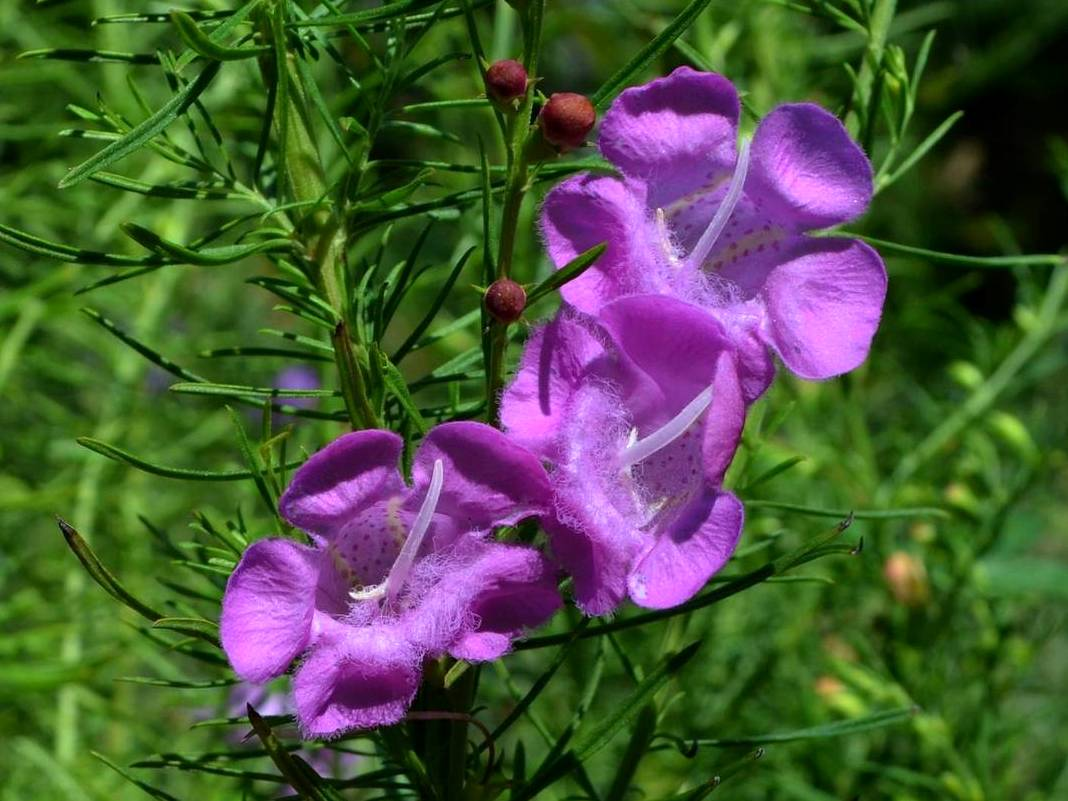
Agalinis fasciculata

Květy zárazovitých jsou opylovány včelami, vosami, mouchami nebo ptáky. Semena jsou šířena pravděpodobně větrem.

## Parazité a poloparazité
Téměř všichni zástupci této čeledi jsou parazité nebo poloparazité, přichycující se pomocí specializovaných orgánů zvaných haustoria na kořeny hostitelských rostlin. Plně parazitičtí zástupci jsou nezelené rostliny s redukovanými listy a jsou zcela závislí na hostitelské rostlině, k níž jsou připojeni jedním a často mohutným haustoriem. Haustorium zasahuje do lýkové části cévních svazků hostitele, odkud čerpá asimiláty. Příkladem je rod záraza (Orobanche). Většina zástupců čeledi jsou však poloparazité, zelené rostliny které se na hostiteli pouze přiživují. Takové rostliny mají větší množství drobných haustorií, jež zasahují do dřevní části cévních svazků hostitele, odkud čerpají minerální látky. Mezi ně patří např. světlík (Euphrasia) a černýš (Melampyrum).
Jednotlivé druhy parazitických zárazovitých mají často specifického hostitele. Zárazy produkují velké množství (až stovky tisíc) velmi drobných semen obsahujících jen nedokonale vyvinuté embryo. Jejich klíčení je vyvoláno chemickými látkami vylučovanými kořeny hostitelské rostliny jen do vzdálenosti několika milimetrů. Ze semene nejdříve vyrůstá nitkovitý útvar (prokaulom), který po napojení na hostitelský kořen vytvoří drobnou hlízku (základ budoucího haustoria), z níž teprve vyrůstá stonek.
U některých rodů parazitických i poloparazitických zárazovitých (záraza, černýš, všivec, kastileja) bylo prokázáno, že na obranu proti herbivorům hromadí různé typy alkaloidů z hostitelské rostliny. Druhy Pedicularis semibarbata a Castilleja integra obsahují chinolizidinové alkaloidy, pokud rostou na vlčím bobu, a pyrrolizidinové alkaloidy, když parazitují na starčku. Podobně byl prokázán pyrrolizidinový alkaloid lolin v druhu kokrhel menší, rostoucím na jílku mámivém.

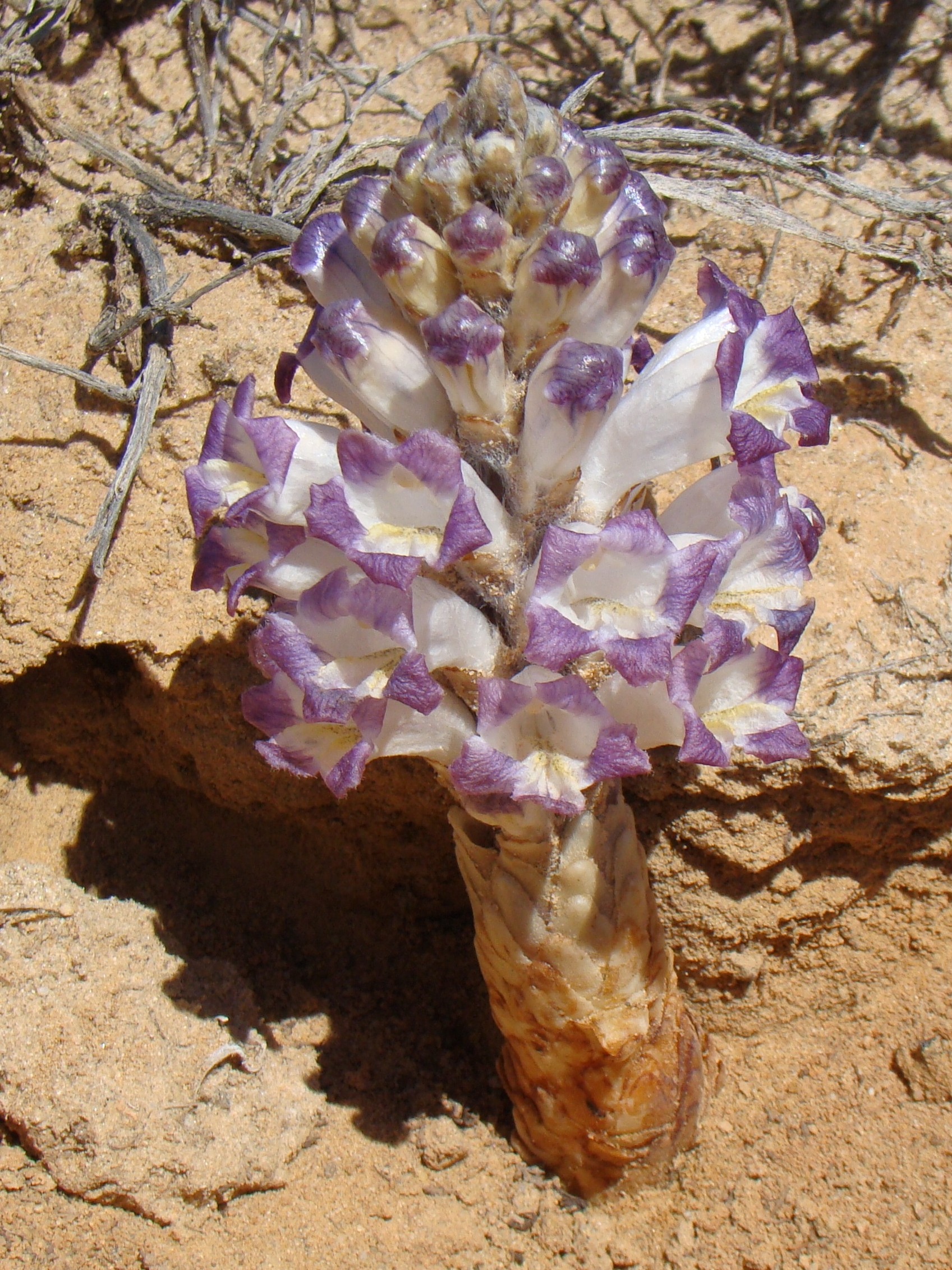
Cistanche salsa
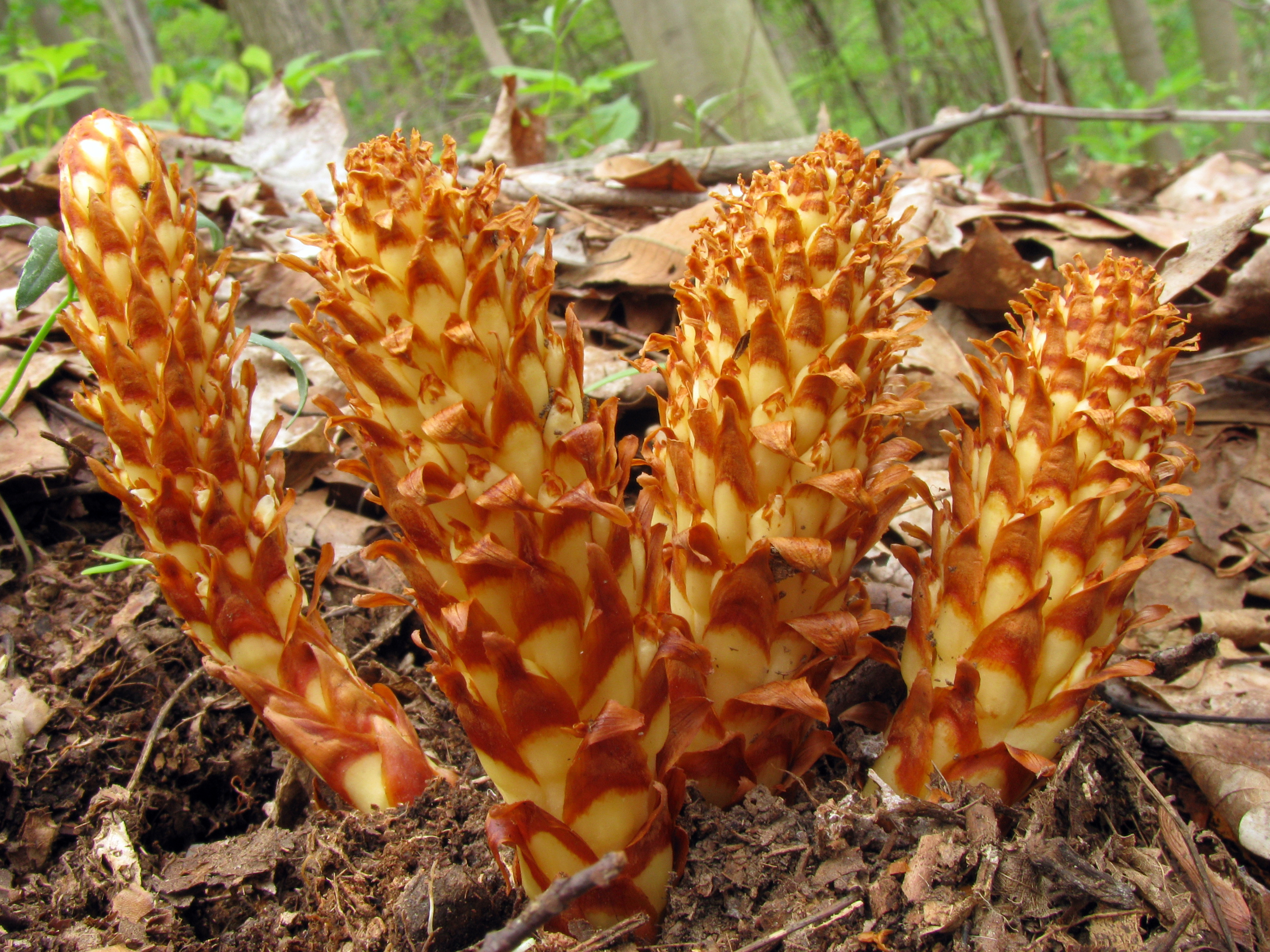
Conopholis americana
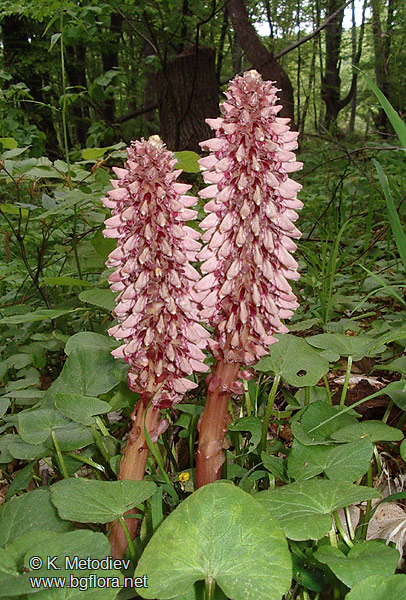
Podbílek Lathraea rhodopaea
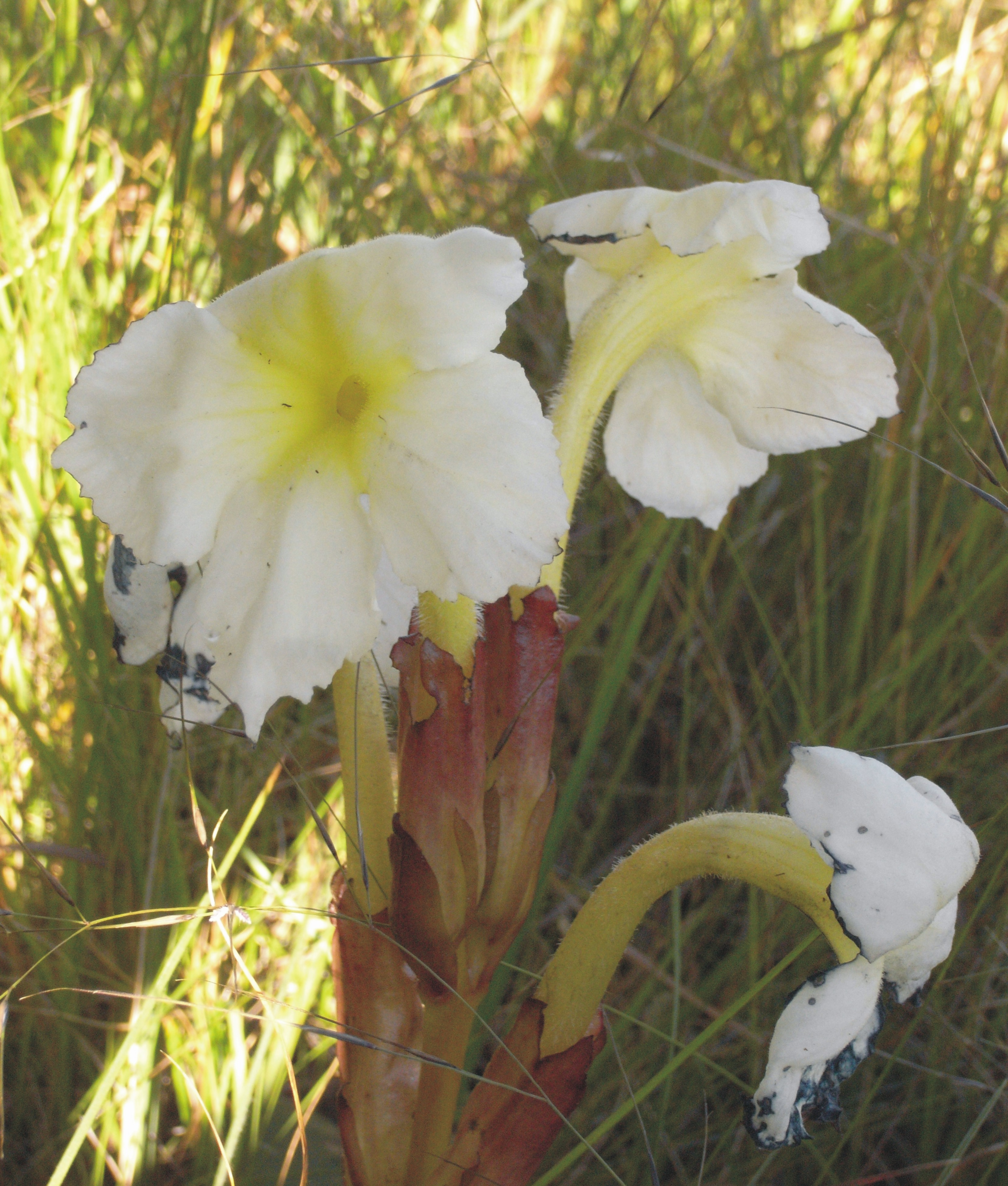
Kvetoucí Harveya speciosa

## Rozšíření
Čeleď zahrnuje v současném pojetí přes 2000 druhů v 99 rodech. Největší rody jsou všivec (Pedicularis, asi 600 až 800 druhů), kastileja (Castilleja, 160–200), světlík (Euphrasia, 170–350), záraza (Orobanche, 150) a Buchnera (100 druhů). Zárazovité jsou kosmopolitně rozšířeny. Nejvíce druhů se vyskytuje v severním mírném pásu, v Africe a na Madagaskaru.
V české květeně je čeleď zastoupena rody černýš (Melampyrum, 6 druhů), světlík (Euphrasia, 9 druhů + 1 vyhynulý), všivec (Pedicularis, 4 + 1 vyhynulý), kokrhel (Rhinanthus, 4 druhy), záraza (Orobanche, 16 druhů) a druhy zdravínek jarní (Odontites vernus), lepnice alpská (Bartsia alpina) a podbílek šupinatý (Lathraea squamaria).

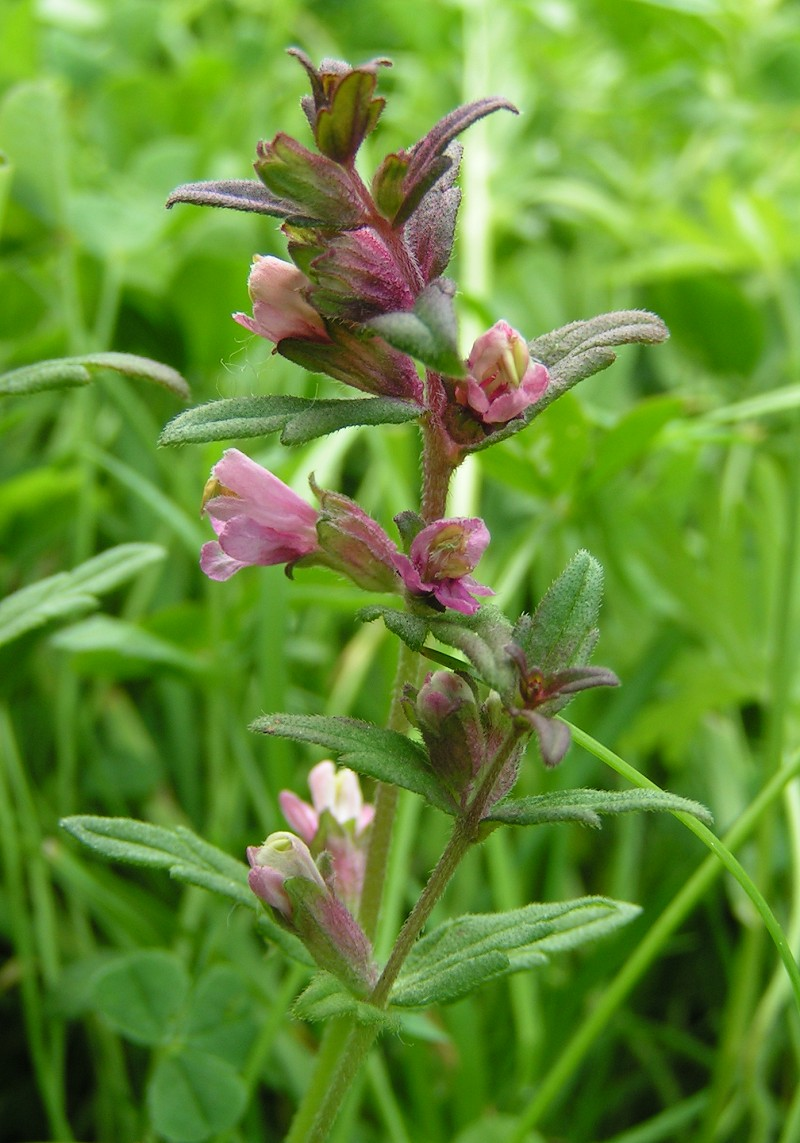
Zdravínek jarní (Odontites vernus)
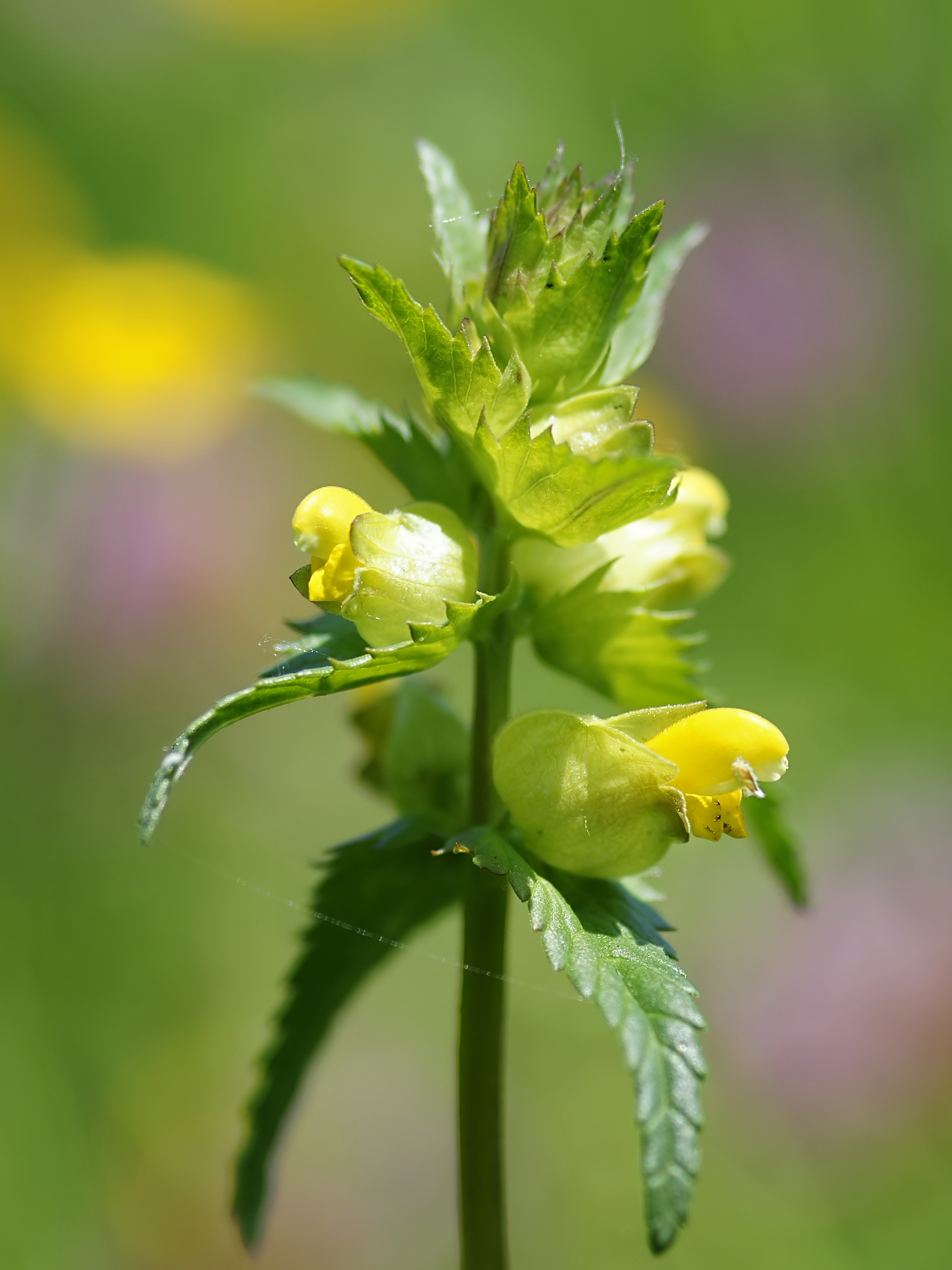
Kokrhel menší (Rhinanthus minor)
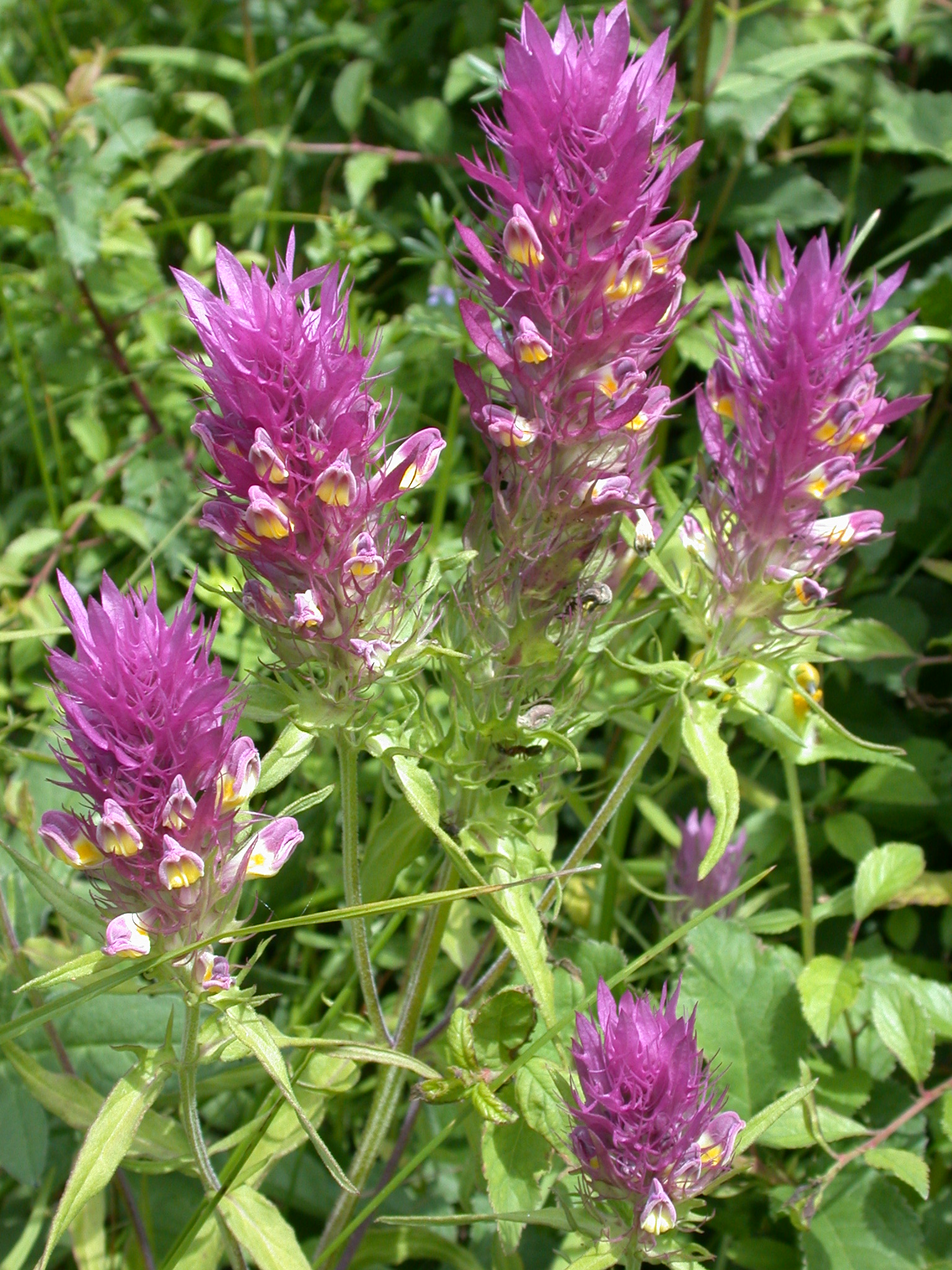
Černýš rolní (Melampyrum arvense)
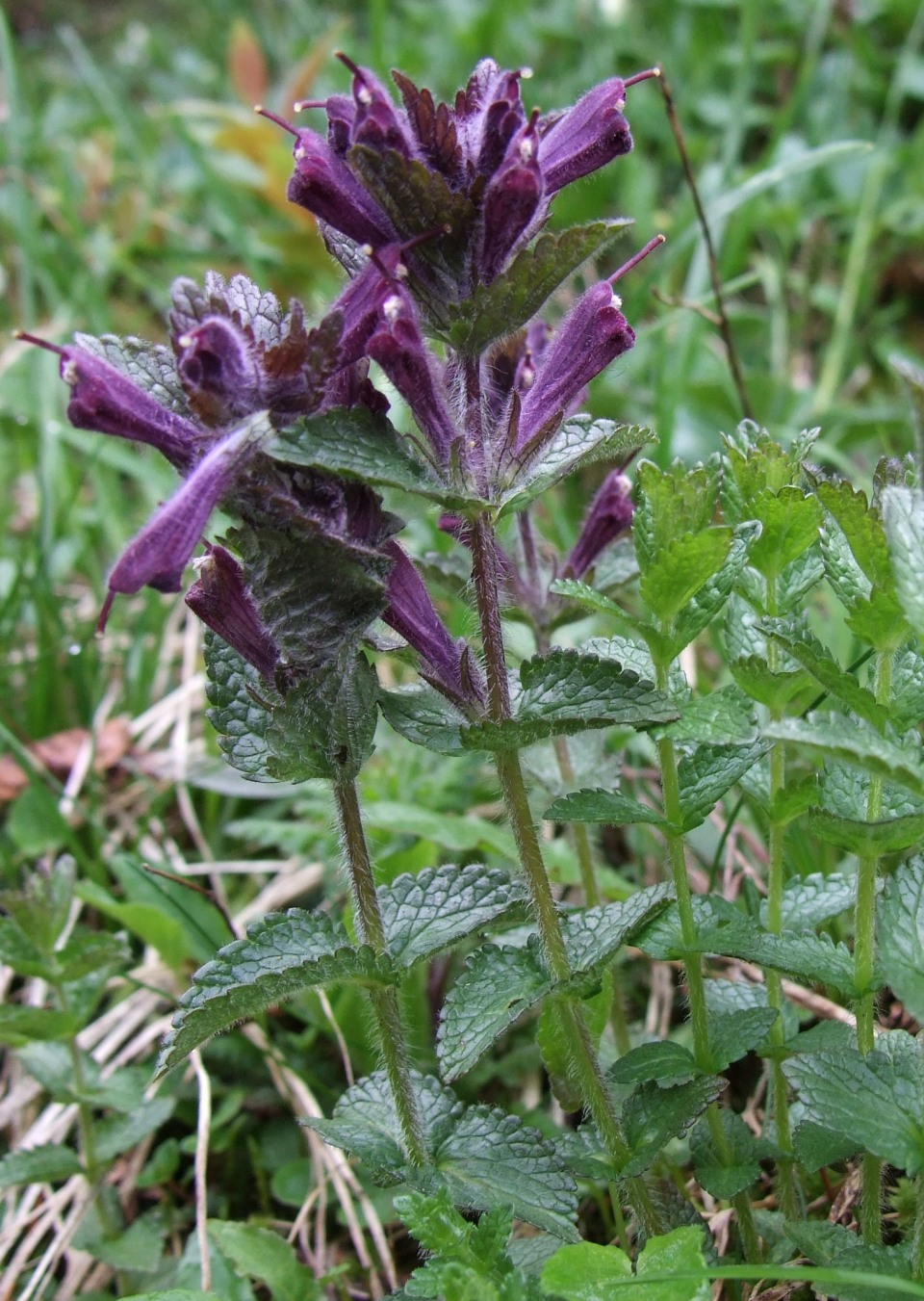
Lepnice alpská (Bartsia alpina)
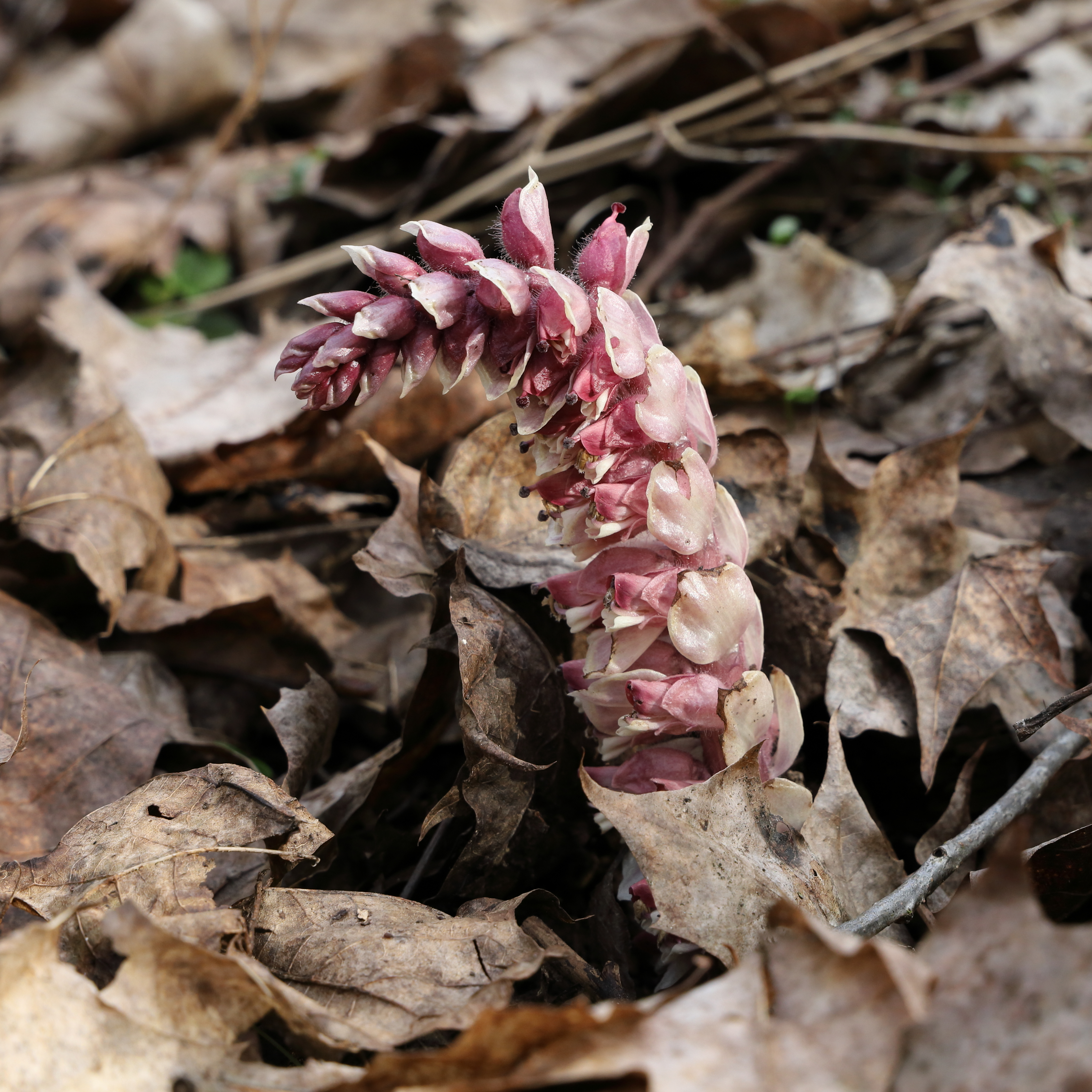
Podbílek šupinatý (Lathraea squamaria)

Nezelení parazité jsou v květeně Evropy zastoupeni celkem asi 56 druhy záraz (Orobanche, zvl. ve Středomoří), dále
třemi druhy podbílku (Lathraea) a druhy Cistanche phelypaea, Phelypaea boissieri (Středomoří) a Boschniakia rossica, Cistanche salsa a Phelypaea coccinea (Rusko). Z dalších zárazovitých jsou to především rody, které jsou domácí i u nás: světlík (Euphrasia, asi 58 druhů, často endemity), všivec (Pedicularis, asi 50), kokrhel (Rhinanthus, 34), černýš (Melampyrum, 25), zdravínek (Odontites, 17) a lepnice (Bartsia, 3), dále ve Středomoří druhy Siphonostegia syriaca, Parentucellia latifolia, Parentucellia viscosa, v Alpách a jižní Evropě hornice alpská (Tozzia alpina), v Rusku Cymbaria borysthenica a 3 druhy rodu katileja.

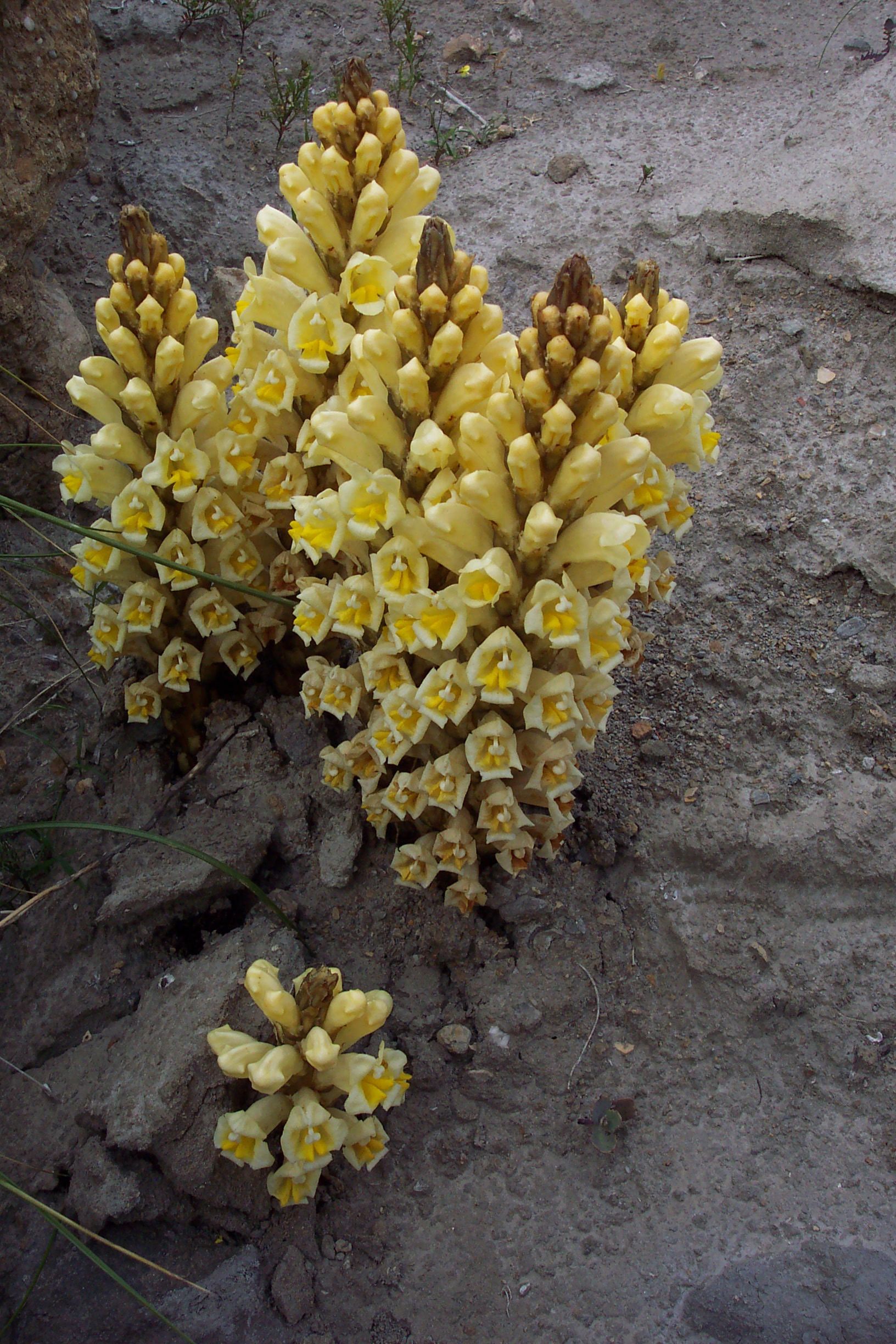
Cistanche phelypaea subsp. lutea
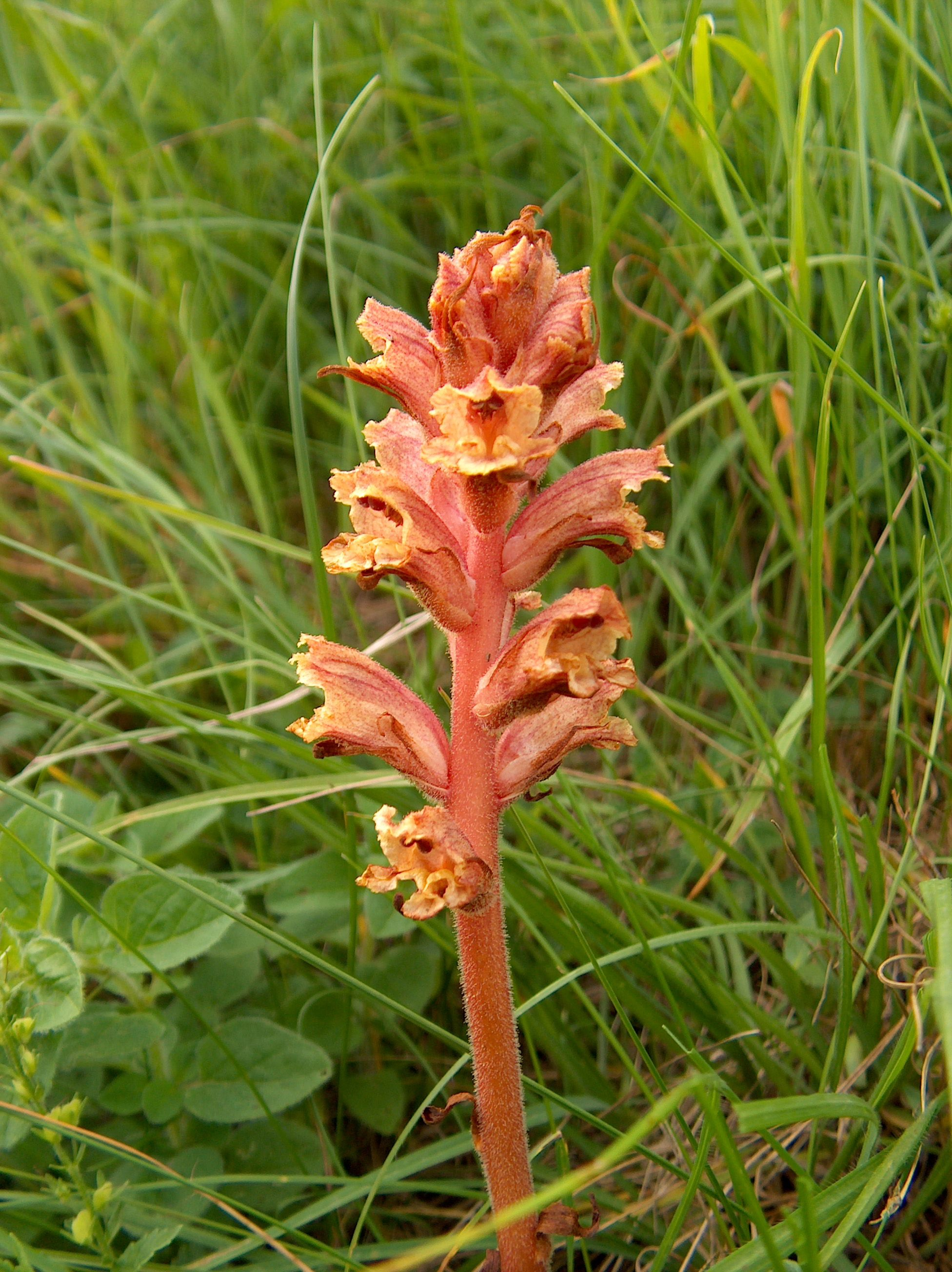
Záraza bílá (Orobanche alba)
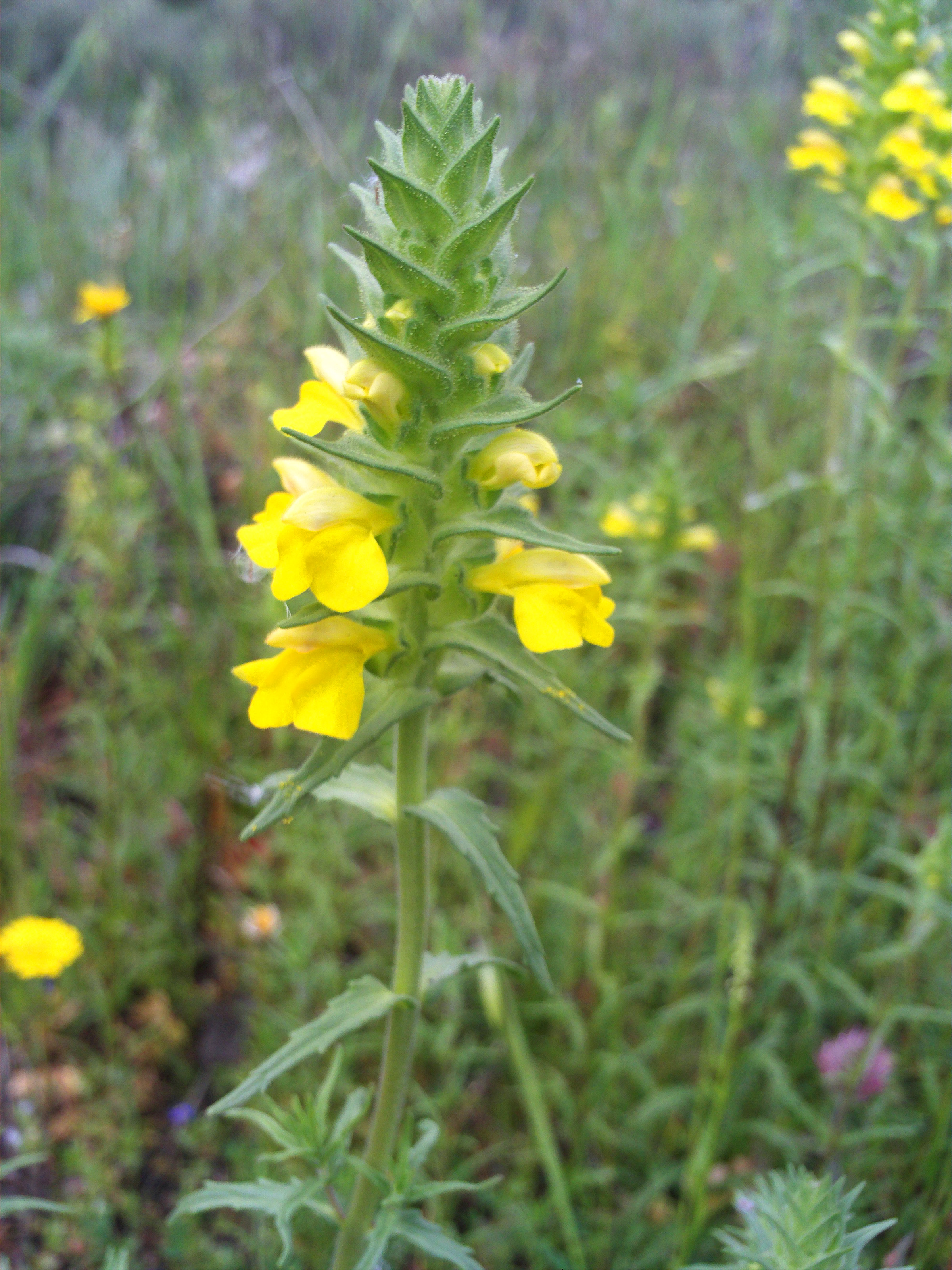
Parentucellia viscosa
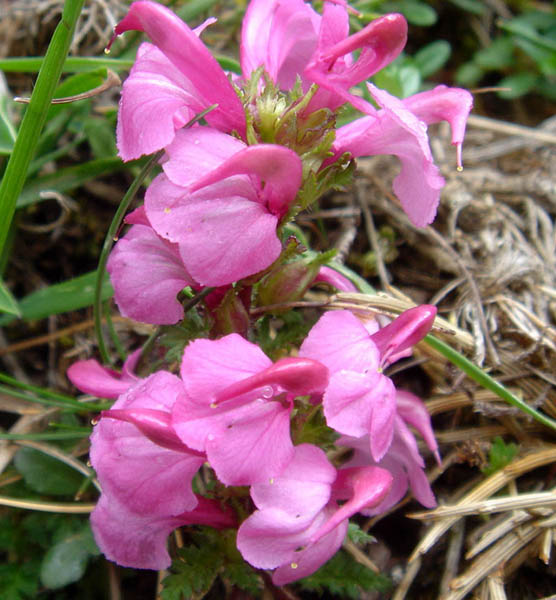
Všivec Pedicularis pyrenaica
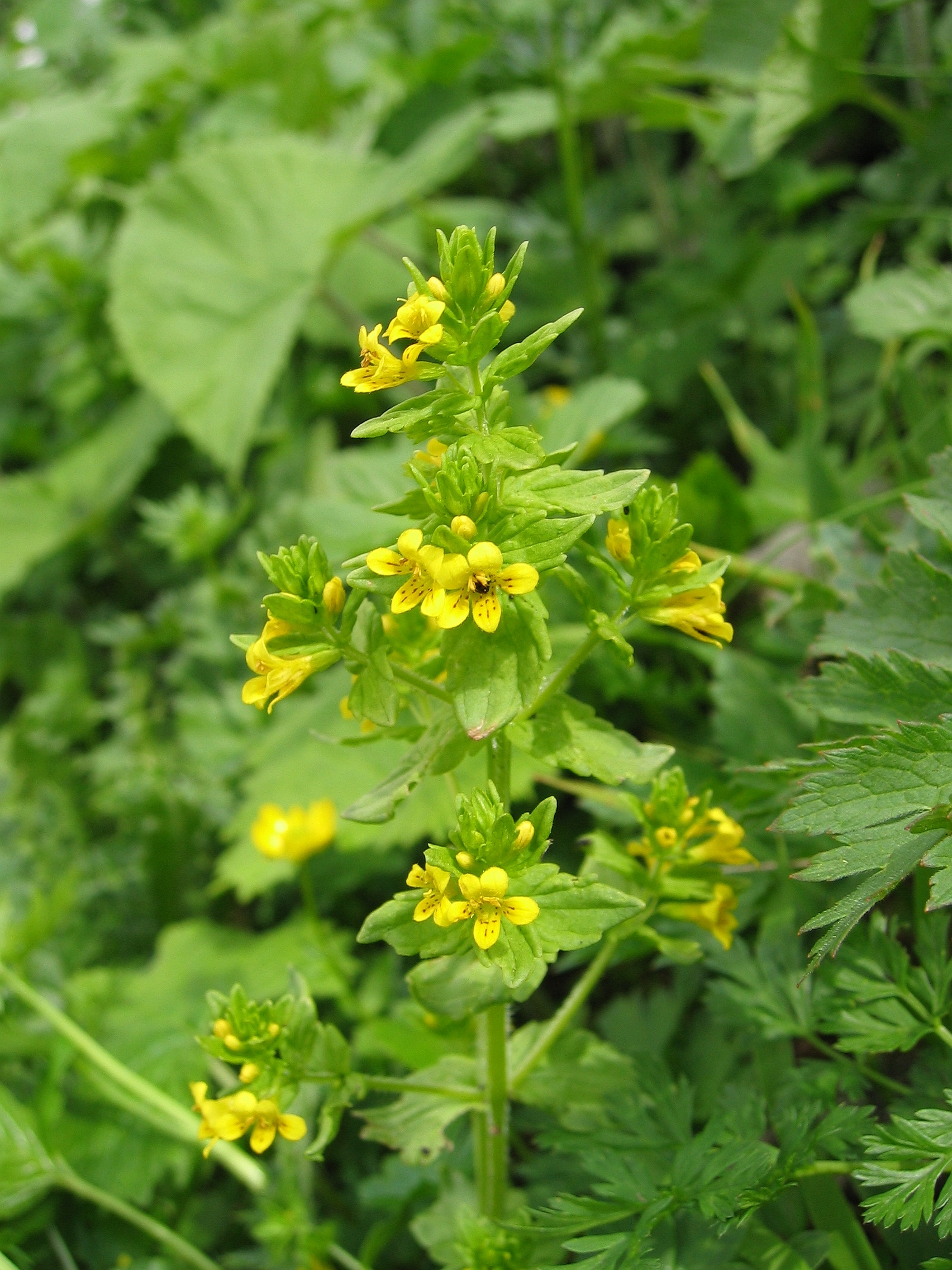
Hornice alpská (Tozzia alpina)

## Obsahové látky
Klasickými obsahovými látkami jsou fenolické glykosidy a iridoidy. Mnohé druhy obsahují orobanchin, způsobující černání rostlin při sušení (tato vlastnost dala název černýši).
Hlavní účinnou látkou světlíku lékařského (Euphrasia rostkoviana) je iridoidní glykosid aukubin.

## Taxonomie
V klasickém pojetí obsahovala čeleď zárazovité pouze 15 rodů a asi 180 druhů obligátně parazitických rostlin. Ostatní, poloparazitické rody byly řazeny do podčeledi Rhinanthoideae čeledi krtičníkovité (Scrophulariaceae) společně s plně autotrofními rody, jako je např. rozrazil (Veronica). Základním rozlišovacím znakem mezi čeleděmi zárazovité a krtičníkovité byl kromě způsobu výživy především typ placentace (parietální versus axilární).
Molekulárními metodami bylo zjištěno, že zatímco haustoria se v průběhu vývoje této skupiny objevila jen jedenkrát, k přechodu na plný parazitismus došlo v rámci čeledi zárazovité v několika nezávislých případech.
V roce 2011 byla na základě fylogenetických studií ustavena nová čeleď Rehmanniaceae obsahující dva rody řazené v systému APG dosud do čeledi Orobanchaceae: Rehmannia a Trianaeophora. Čeleď Rehmanniaceae tvoří podle kladogramů sesterskou skupinu čeledi Orobanchaceae. Na stránkách Angiosperm Phylogeny Group je tato skupina uvedena na úrovni podčeledi (Rehmannieae) čeledi Orobanchaceae.

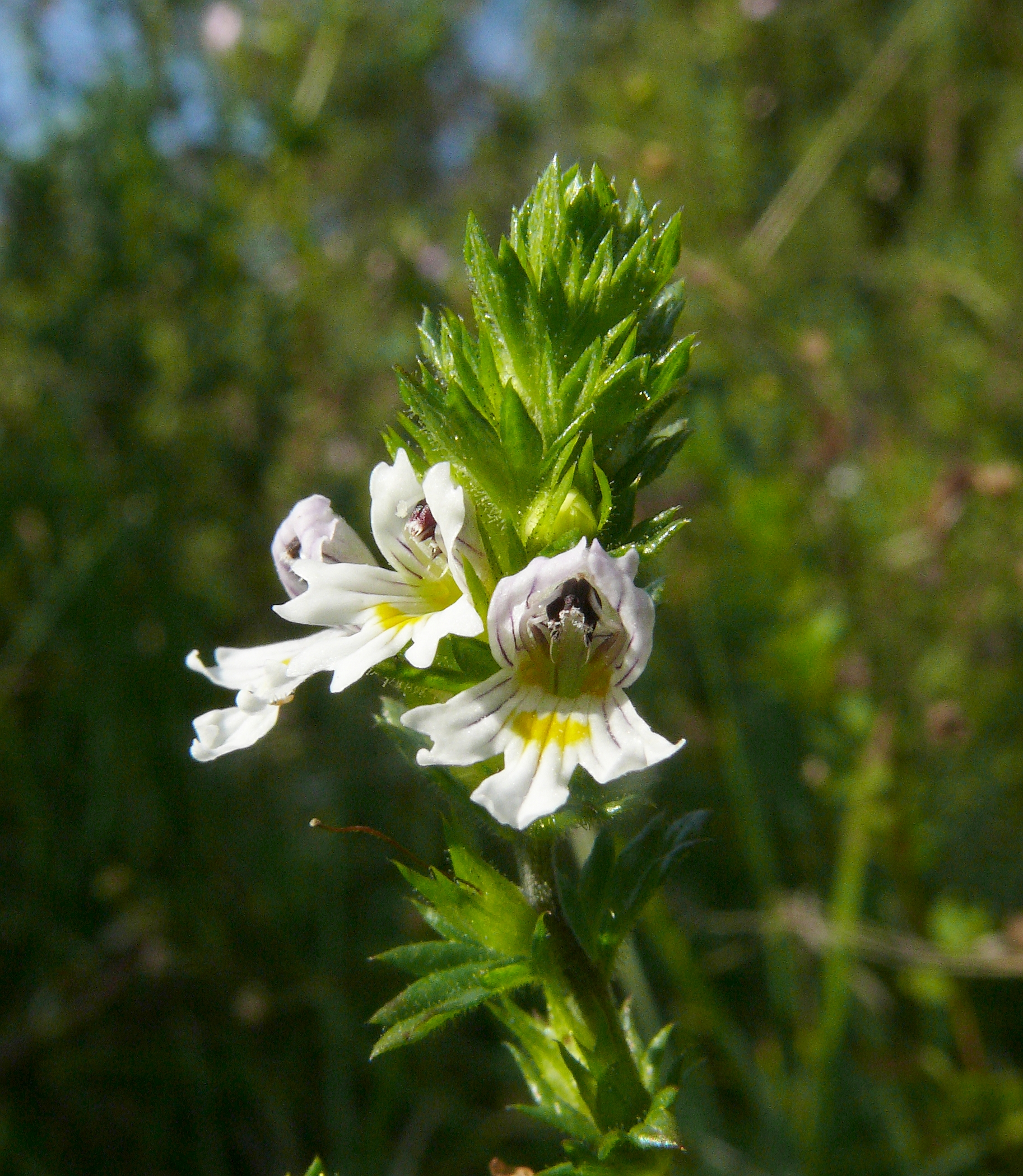
Světlík lékařský (Euphrasia rostkoviana)

## Zástupci
- belardie (Bellardia)
- cistanche (Cistanche)
- černýš (Melampyrum)
- eskobedie (Escobedia)
- hornice (Tozzia)
- kastileja (Castilleja)
- kokrhel (Rhinanthus)
- lepnice (Bartsia)
- mordovka (Phelypaea)
- podbílek (Lathraea)
- rehmanie (Rehmannia)
- světličník (Parentucellia)
- světlík (Euphrasia)
- všivec (Pedicularis)
- zahořanka (Orthantha, syn. Odontites)
- záraza (Orobanche)
- zdravínek (Odontites)[11]

## Význam
Zárazovité mají malý hospodářský význam. Některé druhy, např. rodu Striga, mohou škodit na plodinách. V botanických zahradách je občas pěstována záraza břečťanová (Orobanche hederae), např. v Botanické zahradě Univerzity Karlovy v Praze.
Světlík lékařský (Euphrasia rostkoviana) je známá léčivka využívaná v lidovém léčitelství k tlumení očních zánětů.
Druh Cistanche phelypaea je v Kataru používán jako afrodiziakum, tonikum a proti průjmu.

## Přehled rodů
Aeginetia,
Agalinis,
Alectra,
Anisantherina,
Asepalum,
Aureolaria,
Bardotia,
Bartsia,
Baumia,
Bellardia,
Boschniakia,
Brachystigma,
Brandisia,
Buchnera,
Bungea,
Buttonia,
Campbellia,
Castilleja,
Centranthera,
Chloropyron,
Christisonia,
Cistanche,
Conopholis,
Cordylanthus,
Cyclocheilon,
Cycniopsis,
Cycnium,
Cymbaria,
Dasistoma,
Dicranostegia,
Epifagus,
Eremitilla,
Escobedia,
Esterhazya,
Euphrasia,
Gerardiina,
Ghikaea,
Gleadovia,
Graderia,
Harveya,
Hedbergia,
Hiernia,
Hyobanche,
Kopsiopsis,
Lamourouxia,
Lathraea,
Leptorhabdos,
Leucosalpa,
Lindenbergia,
Macranthera,
Magdalenaea,
Mannagettaea,
Melampyrum,
Melasma,
Micrargeria,
Micrargeriella,
Monochasma,
Neobartsia,
Nesogenes,
Nothobartsia,
Nothochilus,
Odontitella,
Odontites,
Omphalotrix,
Orobanche,
Orthocarpus,
Parasopubia,
Parentucellia,
Pedicularis,
Phacellanthus,
Phelypaea,
Phtheirospermum,
Physocalyx,
Pseudobartsia,
Pseudomelasma,
Pseudosopubia,
Pseudostriga,
Pterygiella,
Radamaea,
Rehmannia,
Rhamphicarpa,
Rhaphispermum,
Rhinanthus,
Rhynchocorys,
Schwalbea,
Seymeria,
Seymeriopsis,
Sieversandreas,
Silviella,
Siphonostegia,
Sopubia,
Striga,
Tetraspidium,
Thunbergianthus,
Tozzia,
Triphysaria,
Vellosiella,
Xylanche,
Xylocalyx